# Gebesee
Gebesee är en stad i Landkreis Sömmerda i det tyska förbundslandet Thüringen. Gebesee nämns för första gången i ett dokument från början av 800-talet.
Kommunen ingår i förvaltningsgemenskapen Gera-Aue tillsammans med kommunerna Andisleben, Ringleben och Walschleben.

## Bilder
|                            |
| Stadtkirche St. Laurentius |